# Viviennea tegyra
Viviennea tegyra är en fjärilsart som beskrevs av Druce 1896. Viviennea tegyra ingår i släktet Viviennea och familjen björnspinnare. Inga underarter finns listade i Catalogue of Life.